# Tim Gullikson
Pour les articles homonymes, voir Gullikson.
Tim Gullikson, né le 8 septembre 1951 à La Crosse et mort le 3 mai 1996, est un ancien joueur et entraîneur de tennis américain.
À la différence de son frère jumeau Tom, Tim Gullikson était droitier. Leur ressemblance hors du court était telle que peu de gens étaient capables de les distinguer. Brian Gottfried avait résolu le problème en saluant systématiquement tout Gullikson qu'il rencontrait par un sonore : « Hello Tim-Tom ! ».
Tim Gullikson fut l'entraîneur de Pete Sampras.

## Parcours dans les tournois duGrand Chelem

### En simple
| Année | Open d'Australie | Open d'Australie | Internationaux de France | Internationaux de France | Wimbledon       | Wimbledon    | US Open         | US Open      | Open d'Australie | Open d'Australie |
| ----- | ---------------- | ---------------- | ------------------------ | ------------------------ | --------------- | ------------ | --------------- | ------------ | ---------------- | ---------------- |
| 1976  | —                | —                | 1er tour (1/64)          | J. Hřebec                | 1er tour (1/64) | B. Gottfried | 1er tour (1/64) | F. McNair    | n.o.             | n.o.             |
| 1977  | —                | —                | 2e tour (1/32)           | I. Năstase               | 1/8 de finale   | P. Dent      | 1er tour (1/64) | K. Rosewall  | 1/8 de finale    | R. Ruffels       |
| 1978  | n.o.             | n.o.             | 1/8 de finale            | M. Orantes               | 1/8 de finale   | B. Gottfried | 1er tour (1/64) | R. Moore     | 2e tour (1/16)   | P. McNamara      |
| 1979  | n.o.             | n.o.             | 1/8 de finale            | H. Gildemeister          | 1/4 de finale   | R. Tanner    | 1/8 de finale   | R. Tanner    | —                | —                |
| 1980  | n.o.             | n.o.             | 2e tour (1/32)           | W. Fibak                 | 3e tour (1/16)  | H. Pfister   | 2e tour (1/32)  | B. Gottfried | —                | —                |
| 1981  | n.o.             | n.o.             | —                        | —                        | 3e tour (1/16)  | J. Borowiak  | 1er tour (1/64) | C. Hooper    | —                | —                |
| 1982  | n.o.             | n.o.             | —                        | —                        | 1er tour (1/64) | G. Mayer     | 1er tour (1/64) | J. McEnroe   | 1er tour (1/64)  | M. De Palmer     |
| 1983  | n.o.             | n.o.             | —                        | —                        | 3e tour (1/16)  | B. Scanlon   | 1er tour (1/64) | L. Pimek     | 1/8 de finale    | J. McEnroe       |
| 1984  | n.o.             | n.o.             | —                        | —                        | 3e tour (1/16)  | T. Mayotte   | 1er tour (1/64) | D. Visser    | 3e tour (1/16)   | S. Edberg        |
| 1985  | n.o.             | n.o.             | —                        | —                        | 1er tour (1/64) | S. Denton    | 1er tour (1/64) | C. Panatta   | 1/8 de finale    | M. Schapers      |
| 1986  | n.o.             | n.o.             | —                        | —                        | —               | —            | 1er tour (1/64) | M. Mečíř     | n.o.             | n.o.             |

N.B. : à droite du résultat se trouve le nom de l'ultime adversaire.

### En double
| 1976 | —    | —    | 2e tour (1/16) M. Cahill \|\| style="text-align:left;" \| P. Dominguez F. Jauffret   | 2e tour (1/16) É. Deblicker \|\| style="text-align:left;" \| W. Fibak K. Meiler      | 1er tour (1/32) To. Gullikson \|\| style="text-align:left;" \| B. Hewitt F. McMillan     | n.o.                                                                                   | n.o.                                                                                 |                                                                                |
| 1977 | —    | —    | 1/8 de finale To. Gullikson \|\| style="text-align:left;" \| C. Dibley M. Edmondson  | 1er tour (1/32) To. Gullikson \|\| style="text-align:left;" \| R. Lutz S. Smith      | 1er tour (1/32) To. Gullikson \|\| style="text-align:left;" \| J. McEnroe B. Mitton      | 1/4 de finale G. Masters \|\| style="text-align:left;" \| C. Dibley C. Kachel          |                                                                                      |                                                                                |
| 1978 | n.o. | n.o. | 1/8 de finale To. Gullikson \|\| style="text-align:left;" \| W. Fibak T. Okker       | 2e tour (1/16) To. Gullikson \|\| style="text-align:left;" \| D. Collings K. Hancock | 1/8 de finale To. Gullikson \|\| style="text-align:left;" \| D. Stockton B. Gottfried    | 1/8 de finale G. Hardie \|\| style="text-align:left;" \| P. Kronk C. Letcher           |                                                                                      |                                                                                |
| 1979 | n.o. | n.o. | 1/8 de finale To. Gullikson \|\| style="text-align:left;" \| G. Mayer S. Mayer       | 2e tour (1/16) To. Gullikson \|\| style="text-align:left;" \| F. González J. Kriek   | 1/8 de finale To. Gullikson \|\| style="text-align:left;" \| B. Hewitt F. McMillan       | —                                                                                      | —                                                                                    |                                                                                |
| 1980 | n.o. | n.o. | 1/8 de finale To. Gullikson \|\| style="text-align:left;" \| V. Gerulaitis F. Stolle | 2e tour (1/16) To. Gullikson \|\| style="text-align:left;" \| K. Curren S. Denton    | 1/8 de finale To. Gullikson \|\| style="text-align:left;" \| P. McNamara P. McNamee      | —                                                                                      | —                                                                                    |                                                                                |
| 1981 | n.o. | n.o. | —                                                                                    | —                                                                                    | 2e tour (1/16) B. Mitton \|\| style="text-align:left;" \| T. Okker D. Stockton           | 2e tour (1/16) B. Mitton \|\| style="text-align:left;" \| T. Okker D. Stockton         | —                                                                                    | —                                                                              |
| 1982 | n.o. | n.o. | —                                                                                    | —                                                                                    | 1er tour (1/32) To. Gullikson \|\| style="text-align:left;" \| F. González R. Moore      | 1/2 finale To. Gullikson \|\| style="text-align:left;" \| K. Curren S. Denton          | 1/2 finale B. Mitton \|\| style="text-align:left;" \| A. Andrews J. Sadri            |                                                                                |
| 1983 | n.o. | n.o. | —                                                                                    | —                                                                                    | Finale To. Gullikson                                                                     | P. Fleming J. McEnroe                                                                  | 1/4 de finale To. Gullikson \|\| style="text-align:left;" \| F. Buehning V. Winitsky | 1/2 finale To. Gullikson \|\| style="text-align:left;" \| S. Denton S. Stewart |
| 1984 | n.o. | n.o. | —                                                                                    | —                                                                                    | 1/4 de finale To. Gullikson \|\| style="text-align:left;" \| P. Doohan M. Fancutt        | 1/8 de finale To. Gullikson \|\| style="text-align:left;" \| S. Edberg A. Järryd       | 2e tour (1/16) To. Gullikson \|\| style="text-align:left;" \| R. Meyer R. Simpson    |                                                                                |
| 1985 | n.o. | n.o. | —                                                                                    | —                                                                                    | 1/4 de finale To. Gullikson \|\| style="text-align:left;" \| P. Fleming J. McEnroe       | 2e tour (1/16) To. Gullikson \|\| style="text-align:left;" \| M. De Palmer G. Donnelly | 1er tour (1/32) S. McCain \|\| style="text-align:left;" \| R. Barlow C. Limberger    |                                                                                |
| 1986 | n.o. | n.o. | —                                                                                    | —                                                                                    | 2e tour (1/16) To. Gullikson \|\| style="text-align:left;" \| D. Graham K. Richter       | 1er tour (1/32) To. Gullikson \|\| style="text-align:left;" \| K. Carlsson U. Stenlund | n.o.                                                                                 | n.o.                                                                           |
| 1987 | —    | —    | —                                                                                    | —                                                                                    | 1er tour (1/32) To. Gullikson \|\| style="text-align:left;" \| C. Limberger M. Woodforde | 1er tour (1/32) To. Gullikson \|\| style="text-align:left;" \| A. Gómez S. Živojinović | n.o.                                                                                 | n.o.                                                                           |

N.B. : le nom du ou de la partenaire se trouve sous le résultat ; les noms des ultimes adversaires se trouvent à droite.

### En double mixte
| Année | Open d'Australie      | Open d'Australie      | Internationaux de France | Internationaux de France | Wimbledon | Wimbledon | US Open | US Open |
| ----- | --------------------- | --------------------- | ------------------------ | ------------------------ | --------- | --------- | ------- | ------- |
| 1988  | Finale M. Navrátilová | Jana Novotná Jim Pugh | —                        | —                        | —         | —         | —       | —       |

N.B. : le nom de la partenaire se trouve sous le résultat ; les noms des ultimes adversaires se trouvent à droite.